# Granby-Krater
Koordinaten: 58° 25′ 0″ N, 14° 56′ 0″ O
Granby ist ein durch einen Meteoriteneinschlag entstandener, von der Erdoberfläche nicht sichtbarer Impaktkrater in der schwedischen Provinz Östergötland nahe dem östlichen Ufer des Vättern. Das Alter des Kraters wird auf ungefähr 470 Millionen Jahre geschätzt (mittleres Ordovizium).
Sein Durchmesser beträgt 3 km.